# Ställberg
Ställberg er en småort i Ljusnarsbergs kommun i Örebro län i Sverige.

## Historie
Ställbergsgruvan, en manganholdig jernmalmsmine, var i drift fra 1867 til 1977. Den var ejet af Ställbergsbolagen, eller Ställbergs Grufve AB som det egentlig hed, som en gang var Sveriges næststørste malmeksportør. Ställbergsbolagen blev fra 1930'erne også ejer af Stripa gruva i Linde kommun (nuværende Lindesbergs kommun) samt Idkerbergets og Hillängs miner i Ludvika kommun. Ställbergsgruvan var i en stor del af 1900-tallet Sveriges dybeste med sine 1000 meter. Minen var også Sveriges første til at indføre bjergboring med trykluft.
Det mineanlæg som findes i dag blev bygget i 1920-22 og var tegnet af P. Härdéns konstruktionsfirma i Stockholm. Overbygningen, en af de første bygninger i beton, var oprindeligt hvid men blev camouflagemalet under 2. verdenskrig. Da blev det øverste tag også fjernet for at give plads til luftværnskanoner. Efter krigen fik bygningen sin hvide farve tilbage. I 1940'erne og 1950'erne var Ställberg en ekspansiv bebyggelse. Indflytningen var stor, og der blev bygget rådhus og boliger. I slutningen af 1960'erne var bebyggelsen på sit højeste. Knap ti år senere var det dog slut, da minen blev nedlagt i 1977. Mineanlægget er i dag relativt intakt siden nedlæggelsen, og blev i 2013 genindviet som kulturinstitution.
I tilknytning til Ställbergsgruvan ligger også Polhemsgruvan og Haggruvan med sine betonoverbygninger tegnet af arkitekten Yngve Fredriksén, opført i 1958 hhv. 1955. Polhemsgruvan blev nedlagt i 1967 og Haggruvan i 1968.
En statue af Ställbergsjätten i naturlig størrelse findes i krydset Bönhusbacken/Kopparbergsvägen (Länsväg 792). Ifølge historien var Ställbergsjätten en vældig stor og stærk minearbejder i Ställbergsgruvan.

## Bebyggelsen
Ställberg er en lidt afsides bebyggelse (uden nogen servicefunktioner) med pendling til de nærliggende tätorter.
Mineområdet med bygninger begyndte i sommeren 2013 at blive forvandlet til en ny arena for tidssvarende kunst af kunstgruppen The non existent Center.

## Forbindelser
To jernbaner (som begge hører til Bergslagsbanan) går gennem byområdet; de kører begge mellem Ställdalen og Grängesberg. Ifølge skilte i Ställdalen hedder de Silverhöjdsspåret (det østgående spor) og Hörkenspåret (det vestgående spor). Silverhöjdsspåret er en del af TGOJ-banen mellem Ludvika og Oxelösund og passerer igennem Silverhöjden mellem Ställberg og Grängesberg, mens Hörkenspåret løber igennem Hörken. Ingen tog standser længere i Ställberg, og stationsbygningen blev revet ned i 1980'erne.
Länsväg 792 går lige igennem Ställberg i nord/sydlig retning med en hastighedsbegrænsning på 70 km/t fra Ställdalen til Hörken, også gennem Ställberg. Der er busforbindelser til og fra Ställberg på hverdage.